# Hauptbahnhof (Stadtbahn di Hannover)
La stazione di Hauptbahnhof è una stazione sotterranea della Stadtbahn di Hannover, posta in corrispondenza della stazione ferroviaria principale (“Hauptbahnhof”).
La stazione è servita dai tracciati A e B della rete di Stadtbahn, percorsi complessivamente da 6 linee; in superficie è posto il tracciato D (di tipo tranviario), servito da 2 linee.

## Movimento
La stazione è servita dalle linee 3, 7 e 9 in transito sul tracciato A, e dalle linee 1, 2 e 8 sul tracciato B.